# Краснослободск (Мордовия)
Краснослободск (на руски: Краснослободск; на мокшански: Ош) е град в Русия, административен център на Краснослободски район, автономна република Мордовия. Населението на града към 1 януари 2018 е 9397 души.